# 白石正久
白石 正久（しらいし まさひさ、1957年5月23日 - ）は、日本の特別支援教育学者。龍谷大学教授。障害児の発達診断・障害児教育専攻。

## 来歴
群馬県生まれ。京都大学大学院教育学研究科博士後期課程指導認定。吉祥寺病院、右京病院、大阪電気通信大学助教授、教授、2008年龍谷大学社会学部臨床福祉学科教授、2012年社会学部長。
妻は滋賀大学教授・白石恵理子。

## 著書
- 『発達障害論 第1巻 (研究序説)』かもがわ出版 1994
- 『発達の扉』文・写真 かもがわ出版 1994-96
- 『子どものねがい・子どものなやみ 乳幼児の発達と子育て』かもがわ出版 1998
- 『発達とは矛盾をのりこえること』全国障害者問題研究会出版部 1999
- 『野に咲く花のように 障害児を育てる』文・写真 クリエイツかもがわ 2002
- 『発達をはぐくむ目と心 発達保障のための12章』全国障害者問題研究会出版部 2006
- 『障害児がそだつ放課後 学童保育は発達保障と和みの場所』かもがわ出版 2007
- 『自閉症児の世界をひろげる発達的理解 乳幼児期から青年・成人期までの生活と教育』かもがわ出版 2007
- 『やわらかい自我のつぼみ 3歳になるまでの発達と「1歳半の節」』文・写真 全国障害者問題研究会出版部 2011
- 『発達と指導をつむぐ 教育と療育のための試論』文・写真 全国障害者問題研究会出版部 2014

### 共編著
- 『発達診断と障害児教育』荒木穂積共編 青木書店 障害者問題双書 1989
- 『はじめての障害児保育 発達・障害・生活を見つめて』池添素,棚橋啓一,井上美子共著 かもがわ出版 21障害児教育実践シリーズ 1992
- 『はじめの一歩を大切に 障害乳幼児の保育・療育』古田靖子共編著 全国障害者問題研究会出版部 1994
- 『発達の危機と自我 再教育としての一歳半』生路智子共編 かもがわ出版 21障害児教育実践シリーズ 1994
- 『発達相談室の窓から 障害児医療と発達相談』井上美子,滝口直子共編著 クリエイツかもがわ 1999
- 『障害乳幼児の地域療育』近藤直子共編 全国障害者問題研究会出版部 2003
- 『成人期障害者の自立と豊かな生活』河南勝,あぜくら福祉会共編著 クリエイツかもがわ  21青年・成人期障害者問題シリーズ 2004
- 『テキスト障害児保育 新版』近藤直子,中村尚子共編 全国障害者問題研究会出版部 2005
- 『自閉症児の理解と授業づくり 重い知的障害の子どもたち』東京知的障害児教育研究会共著 全国障害者問題研究会出版部 2006
- 『教育と保育のための発達診断』白石恵理子共編 全国障害者問題研究会出版部 2009
- 『自閉症の理解と発達保障』奥住秀之共編著 全国障害者問題研究会出版部 2012
- 『「この子の願いをわかりたい」からはじまる療育 堺市児童発達支援センター5園の実践』堺市社会福祉事業団職員集団, 高橋真保子共編 かもがわ出版 2014
- 『発達保障のための相談活動』池添素,白石恵理子共編 全国障害者問題研究会出版部 2014

## 論文
- Cinii